# Marianne Simonsen
Marianne Simonsen (født 31. oktober 1976) er en dansk professor i økonomi ved Aarhus Universitet. Hendes primære forskningsområder er anvendt mikroøkonometri, arbejdsmarkedsøkonomi, sundhedsøkonomi og familieøkonomi.

## Karriere
Marianne Simonsen blev cand.oecon. fra Aarhus Universitet i 2003 og ph.d. samme sted i 2005. 2005-08 var hun adjunkt ved Aarhus Universitet, 2008-12 lektor sammesteds og fra 2013 professor ved universitetet.
Simonsen har udgivet en lang række forskningsartikler i anerkendte økonomiske videnskabelige tidsskrifter som Economic Journval, Journal of Public Economics og International Economic Review. Blandt hendes mange medforfattere er Helena Skyt Nielsen og Nabanita Datta Gupta.
Siden 2014 har hun været medredaktør af det danske økonomiske videnskabelige tidsskrift Nationaløkonomisk Tidsskrift.
Hun har desuden deltaget i den offentlige debat om, hvordan man i højere grad kan udjævne den sociale arv og give børn lige muligheder i livet.